# Stadion Lokomotiw w Królewcu
Stadion Lokomotiw (ros. Стадион Локомотив) – stadion piłkarski w Królewcu, w Rosji. Obiekt może pomieścić 500 widzów.
Przed II wojną światową, kiedy Królewiec (wówczas Königsberg) znajdował się w granicach Niemiec stadion nosił nazwę Sportplatz am Friedländer Tor, w późniejszym okresie nadano mu imię Horsta Wessela (Horst-Wessel-Stadion). Na obiekcie w roli gospodarza dwukrotnie wystąpiła piłkarska reprezentacja Niemiec, 13 października 1935 roku towarzysko z Łotwą (3:0) i 29 sierpnia 1937 roku w meczu el. do MŚ 1938 z Estonią (4:1). Po wojnie Królewiec znalazł się w granicach Związku Radzieckiego (a po jego rozpadzie w 1991 roku, w Rosji). Stadion przemianowano na Lokomotiw. W erze sowieckiej był modernizowany, od lat 90. XX wieku powoli niszczał. W latach 2016–2017 został zmodernizowany w związku ze zbliżającymi się Mistrzostwami Świata 2018 (część spotkań mundialu rozegrano na nowym stadionie w Królewcu, stadion Lokomotiw przewidziano na jedną z aren treningowych). Zlikwidowano wówczas bieżnię oraz starą, poniemiecką trybunę, wymieniono murawę i postawiono nową, niedużą trybunę na 500 widzów. W 2019 roku obiekt był jedną z aren Mistrzostw Europy U-18 w rugby union. W planach jest budowa na obiekcie nowej bieżni lekkoatletycznej.